# بردشا (ویرجینیا)
بردشا (به انگلیسی: Bradshaw) یک منطقهٔ مسکونی در ایالات متحده آمریکا است که در ویرجینیا واقع شده‌است. بردشا ۴۵۱ متر بالاتر از سطح دریا واقع شده‌است.